# Maja Ganina
Maja Anatoljewna Ganina (ros. Майя Анатольевна Ганина) (ur. 12 lipca 1947 w Leningradzie, zm. 15 kwietnia 2005 w Tależu) – rosyjska pisarka, prozaiczka.

## Życiorys
Rodzice pracowali w Sądzie Najwyższym ZSRR. Po rozwodzie rodziców była wychowywana przez ojca. Ukończyła Moskiewskie Kolegium Inżynierskie (1946), pracowała w biurze projektowym i jako brygadzista w Zakładzie imienia Lichaczowa (ZiŁ).
W 1954 roku ukończyła Instytut Literacki im. Gorkiego. 

## Twórczość
Wydała m.in. zbiór szkiców i opowieści Pierwsze próby (ros. Первые испытания, 1955), opowiadających o losach rodziny robotniczej, zbiory opowiadań Szukam cię człowieku (ros. Я ищу тебя, человек…, 1963) i Po co wycięto kasztany oraz powieści, w tym produkcyjniaki, np. Sto moich żywotów (ros. Сто жизней моих, 1982). 
W swoich utworach Ganina podejmuje różnorodną tematykę, zawsze nawiązującą do własnych doświadczeń życiowych. W postaciach głównych bohaterek można zauważyć wiele cech autobiograficznych. Interesuje ją postawa społeczna i etyczna człowieka. Ocenia ją z pozycji romantycznego maksymalizmu. Jej bohaterowie znajdują się w sytuacjach krańcowych, stają na rozdrożu, a ich losy są pogmatwane. Niespokojne charaktery skłaniają bohaterów do radykalnych zmian, do ciągłego poszukiwania. 
Jest autorką scenariusza do filmu Jeszcze nie wieczór (ros. Ещё не вечер) z 1975.
Zmarła 15 kwietnia 2005 we wsi Tależ w rejonie czechowskim.